# Katastralgemeinde Deinsberg
Die Katastralgemeinde Deinsberg ist eine von sieben Katastralgemeinden der Gemeinde Guttaring im Bezirk Sankt Veit an der Glan in Kärnten. Sie hat eine Fläche von 484,73 ha (Stand 31. Dezember 2023).
Die Katastralgemeinde gehört zum Sprengel des Vermessungsamtes Klagenfurt.

## Lage
Die Katastralgemeinde liegt mitten im Bezirk Sankt Veit an der Glan, im Südosten des Guttaringer Berglands, im Osten der Gemeinde Guttaring. Sie grenzt im Norden, Osten und Süden an die Katastralgemeinde Waitschach, im Südwesten an die Katastralgemeinde Guttaring und im Westen an die Katastralgemeinde Verlosnitz. Die Katastralgemeinde erstreckt sich über eine Höhenlage von 656 m ü. A. am Südrand der Katastralgemeinde bis zu 1000 m ü. A. am Nordrand der Katastralgemeinde.

## Ortschaften
Auf dem Gebiet der Katastralgemeinde Deinsberg liegen der östliche Teil der Ortschaft Deinsberg, der südliche Teil der Ortschaft Höffern und der östliche Teil der Ortschaft Urtlgraben.

## Vermessungsamt-Sprengel
Die Katastralgemeinde gehört seit dem 1. Jänner 1998 zum Sprengel des Vermessungsamtes Klagenfurt. Davor war sie Teil des Sprengels des Vermessungsamtes St. Veit an der Glan.

## Geschichte
Ende des 18. Jahrhunderts wurden die Kärntner Steuergemeinden (später: Katastralgemeinden) gebildet und Steuerbezirken zugeordnet. Die Steuergemeinde Deinsberg wurde Teil des Steuerbezirks Althofen (Herrschaft und Landgericht).
Im Zuge der Reformen nach der Revolution 1848/49 wurden in Kärnten die Steuerbezirke aufgelöst und Ortsgemeinden gebildet, die jeweils das Gebiet einer oder mehrerer Steuergemeinden umfassten. Die Steuer- bzw. Katastralgemeinde Deinsberg wurde Teil der Gemeinde Guttaring. Die Größe der Katastralgemeinde wurde 1849 mit 842 Österreichischen Joch und 323 Klaftern (ca. 485 ha, also die heutige Fläche) angegeben; damals lebten 129 Personen in der Katastralgemeinde.
Die Katastralgemeinde Deinsberg gehörte ab 1850 zum politischen Bezirk Sankt Veit an der Glan und zum Gerichtsbezirk Althofen. Von 1854 bis 1868 gehörte sie zum Gemischten Bezirk Althofen. Seit der Reform 1868 ist sie wieder Teil des politischen Bezirks Sankt Veit an der Glan, zunächst als Teil des Gerichtsbezirks Althofen, und seit dessen Auflösung 1978 als Teil des Gerichtsbezirks St. Veit an der Glan.